# Eleothinus longulus
Eleothinus longulus är en skalbaggsart som beskrevs av Bates 1881. Eleothinus longulus ingår i släktet Eleothinus och familjen långhorningar.
Artens utbredningsområde är Guatemala. Inga underarter finns listade i Catalogue of Life.